# Dysaphis cephalarioides
Dysaphis cephalarioides är en insektsart som beskrevs av Shaposhnikov 1956. Dysaphis cephalarioides ingår i släktet Dysaphis och familjen långrörsbladlöss. Inga underarter finns listade i Catalogue of Life.